# Hanapepe
Hanapepe – jednostka osadnicza w Stanach Zjednoczonych, w hrabstwie Kauaʻi.